# Giulio Rubini (homme politique)
Pour les articles homonymes, voir Giulio Rubini.
Giulio Rubini (Dongo, 1er mars 1844 - Milan, 24 juin 1917) est un homme d'affaires et un homme politique italien.

## Biographie
Son père possède des mines de fer et une usine sidérurgique à Dongo.
Après avoir obtenu son diplôme d'ingénieur à Turin en 1865, il part pour la troisième guerre d'indépendance en 1866 dans le corps des volontaires italiens (Corpo Volontari Italiani). En 1880, il reprend la responsabilité de l'entreprise de son père.
Il est membre de la Chambre des députés pour la droite libérale (destra liberale) de 1886 à 1917, où il est président de la commission du budget de 1898 à 1900.
Anti-giolittien, il est ministre du Trésor du royaume d'Italie dans les gouvernements Saracco et Salandra I et ministre des Travaux publics dans le gouvernement Sonnino II (1909-1910). Il démissionne de son poste de ministre du Trésor en octobre 1914 car il est opposé à la rupture de la Triple Alliance.
Industriel métallurgique de formation, il est l'oncle de Giorgio Enrico Falck (it), fondateur de l'entreprise sidérurgique du même nom, à qui il apporte un grand soutien et une grande impulsion pour la création de la nouvelle entreprise. Président honoraire en 1900 d'Assometal, il devient collaborateur de la revue La metallurgia italiana, également fondée par son neveu. Il s'intéresse notamment au chemin de fer du col du Splügen (passo dello Spluga).

## Distinctions honorifiques
- Médaille commémorative des campagnes des guerres d'indépendance
- Médaille commémorative de l'unification de l'Italie

## Sources
- (it) Cet article est partiellement ou en totalité issu de l’article de Wikipédia en italien intitulé « Giulio Rubini (politico) » (voir la liste des auteurs).